# Patrimonio nacional
Patrimonio nacional é um filme de drama espanhol de 1981 dirigido e escrito por Luis García Berlanga. Foi selecionado como representante da Espanha à edição do Oscar 1982, organizada pela Academia de Artes e Ciências Cinematográficas.

## Elenco
- Luis Ciges - Segundo
- Luis Escobar - Marqués de Leguineche
- Agustín González - Padre Calvo
- José Luis López Vázquez - Luis José
- Alfredo Mayo - Nacho
- José Lifante - Goyo
- Mary Santpere - Condesa
- Amparo Soler Leal - Chus
- Syliane Stella - Solange
- José Luis de Vilallonga - Álvaro
- José Luis Alonso
- Patricio Arnáiz
- Pedro Beltrán
- Julio Castronuovo
- Jaime Chávarri